# Trigonopyren sambiranensis
Trigonopyren sambiranensis är en måreväxtart som beskrevs av Cornelis Eliza Bertus Bremekamp. Trigonopyren sambiranensis ingår i släktet Trigonopyren och familjen måreväxter. Inga underarter finns listade i Catalogue of Life.